# プロボウル
プロボウル（英語: Pro Bowl）は、アメリカ合衆国で毎年開催されているNFLのオールスターゲームである。2022年シーズン（2023年開催）からは、ザ・プロボウル・ゲームズ（The Pro Bowl Games）と改称され、後述のように大幅に改革された。なお、2017年から2022年までの正式名称はAFC-NFCプロボウル（AFC–NFC Pro Bowl）であった。

## 概要
プロボウルは、MLB 、NBA のオールスターゲームと異なり、シーズン最終盤に開催される。
圧倒的な人気を誇るプロリーグのオールスターゲームの割には注目度が低く、多くのレギュラーシーズンのゲームよりも全米視聴率が低い。2014年の試合では1140万人がテレビで視聴したが、その後は年々人気が落ち、2022年シーズン(2023年開催)のゲームでは628万人、2023年シーズンでは579万人の視聴者数まで下落した。
後述のように、近年は怪我を避けるために接触を避ける緩慢で退屈な試合運営となり批判を集めていた。そこで、2022年シーズンのプロボウルからは、接触がなく安全なフラッグフットボールに焦点を当てたイベントとなった。名称も「ザ・プロボウル・ゲームズ」(The Pro Bowl Games)となった。

## 歴史

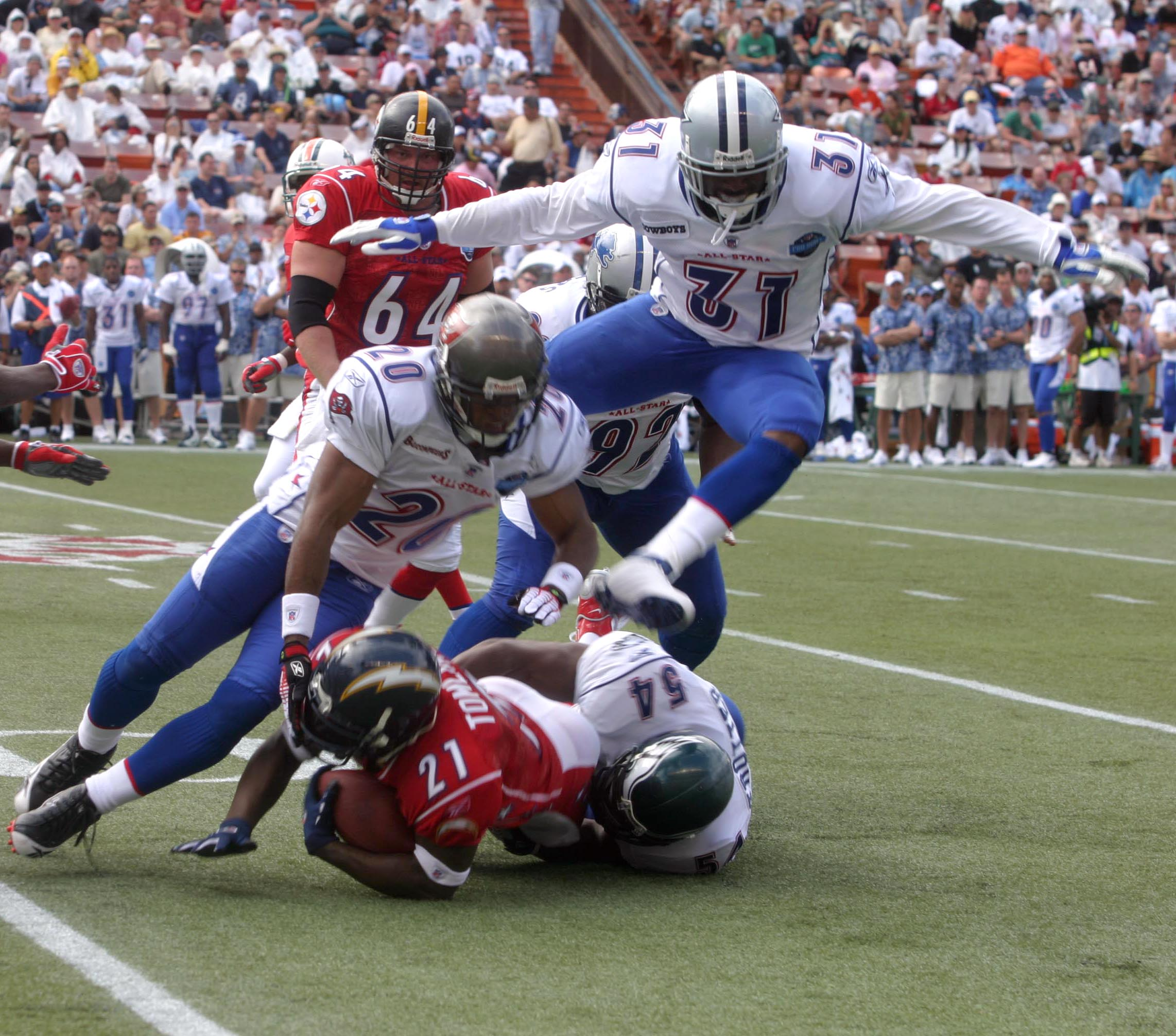
2006年のプロボウル

第1回プロボウルは、1938年シーズン終了後、その年のチャンピオンチームとNFL選抜チームが対戦するオールスターゲームとしてロサンゼルスのリグレー・フィールドで開催された。
1943年から1950年は戦争のため開催されなかったが、1951年にアメリカン・カンファレンスとナショナル・カンファレンスの対抗戦として再開された。1973年から1979年まで持ち回り開催だったが、1980年からハワイ州ホノルルのアロハ・スタジアムで行われるようになり、30年にわたり同スタジアムで開催された。
2009年まで、毎年スーパーボウルの直後（通常翌週）の日曜（稀に土曜）に開催され、シーズンを締めくくる試合となっていた。かつてはスーパーボウルが1月最終週に行われる事が多かったため、2月第1週の開催が多かったが、21世紀に入りスーパーボウルが2月第1日曜に開催される機会が増えたため、2002年、および2004年以降は2月第2週の開催となっていた。
2010年からはスーパーボウルの前週に開催されている。これは、スーパーボウルの翌週に開催されるNBAオールスターゲームおよびバンクーバーオリンピックに配慮したことと、「もっとも盛り上がり、優勝チームを決定するスーパーボウルがシーズン最後にあるべき」というロジャー・グッデルコミッショナーの意志にもとづく。なお、2010年は開催スタジアムもスーパーボウルと同じ場所となった（2010年はマイアミのサンライフ・スタジアム）。スーパーボウルと同一スタジアムでの開催は1967年以来43年ぶり、また1月に開催されるのも1989年以来21年ぶりである。
2011年から、開催地は再びハワイのアロハ・スタジアムに戻ったが、2010年に倣いスーパーボウルの前週に行われている。
2014年から3シーズンは、それまでのカンファレンスごとのチーム編成から、過去の名選手2人がドラフトするチーム編成に切り替えた。これは、怠慢な試合が目立った批判を受けての改善策の一環である（#プレーの質および低下と改善策で後述）。
2015年はスーパーボウルと同じアリゾナ州・グレンデール、ユニバーシティ・オブ・フェニックス・スタジアムでの開催、2016年は再びハワイ、アロハ・スタジアムで開催された。 。
2017年からは、チーム編成がカンファレンスごとに戻され、4年間オーランドの開催が続いた。
2021年は新型コロナウイルス感染症流行のために中止され、選考された選手のリストだけが発表された。
2022年からはレギュラーシーズンの試合数が増えたため、スーパーボウルの前週ながら2月第1週に開催されている。このシーズンから、「ザ・プロボウル・ゲームズ」(The Pro Bowl Games)と改称され、フラッグフットボールに焦点を当てたイベントとなった。

## 出場選手の決定
プロボウル出場選手は各チームのコーチ、選手（ただしコーチ及び選手は自チームの選手には投票できない）、ファンの投票によって88名が選出されるが、それぞれから寄せられた投票結果が全体に占める割合はそれぞれ3分の1ずつとなっている。
2021年シーズンまでは、両チームのコーチ陣は、ディビジョナル・プレーオフで敗戦した4チームのうち、レギュラーシーズンの成績の良い2チームが担当した。2022年シーズン以降はマニング兄弟など著名なOBが務める。
両チームのヘッドコーチは投票で選ばれた42名のほかに「ニード・プレイヤー」として選手1名を選出する（投票枠のないロングスナッパーが選出されることが多い）。
怪我などの理由により選出選手が出場を辞退した場合、同じポジションで投票結果で次点の選手が代理出場する。
プロボウルがスーパーボウルの前週に開催となった2010年より、スーパーボウル出場するチームの選手も出場せず、同様に次点の選手が代理出場するようになった。
なお、代理出場であっても、出場辞退しても、「プロボウル選出」という個々の選手キャリアとして数えられる。

## プレーの質および人気の低下と改善策

### 問題と対策の歴史
プロボウル出場には報酬があるものの、スター選手の高騰した年俸に比べると平均で1%以下である。フットボールの試合では怪我の可能性が高いため、次第に出場を辞退するスター選手が増加した。出場する選手もまた、怪我を恐れて手を抜いたプレーが目立つようになった。タックルやブロックなど、真剣で怪我の可能性のある激しい接触は次第に減っていった。試合自体も、怪我の可能性を減らすルール改正が行われた。審判はボールを所持する選手がディフェンス選手に触られただけでボールデッドを宣言し、タックルのないタッチ・フットボールのような緊迫感に欠けた試合運営となっていた。また2010年からはスーパーボウル出場選手が選考されなくなった。
2012年1月のプロボウルでは、アーロン・ロジャースが苦言を呈した他、59-41と大味な試合に対してファンからも不満の声が聞かれた。日本でテレビ解説を務めた河口正史も試合序盤のゆるさ加減が過去に記憶にないほどであったと感想を述べている。こうしたことについて、ロジャー・グッデルコミッショナーは廃止も選択肢に入れた改善を検討すると述べた。
2014年から、改善策としていくつかのルール改正が行われた。その一環として、NHLオールスターゲームを参考にしたチーム編成が行われた。それまでのカンファレンス別の選出から、カンファレンスに関係なく得票上位の選手をプールし、往年の名選手2人が名誉キャプテンとなってプールされた選手をドラフトする形に変更した。ドラフト自体をイベントとして盛り上げた上で、憧れていた名選手の名を汚さないプレーをするなど意識づけさせること目的とした。2014年は、ジェリー・ライスとディオン・サンダースが出場選手を指名し、チーム・ライス、チーム・サンダースとして対戦した。
だが2017年からは従来のカンファレンスごとの編成に戻された。
2022年シーズンより、選手に怪我の恐れの少ないフラッグフットボールの試合となった。

### プロボウル スキルズショーダウン
テレビ視聴人数によればプロボウルの人気は年々低下してきた。2017年シーズンより人気振興のため、試合の数日前に「スキルズショーダウン」が開催されている。AFCとNFCがリーグ対抗で選手能力にまつわるさまざまなミニゲームで対戦し、最後はドッジボール対決となる。
2022年シーズンの改革以降もスキルズショーダウンは行われており、フラッグフットボールの試合の数日前だけでなく試合の合間にもスタジアム内外でミニゲームが行われる。各ミニゲームの結果がカンファレンスの総得点に加算される。

### ザ・プロボウル・ゲームズ
2022年シーズンより改称されるとともに、上記のプロボウル スキルズショーダウンのミニゲームの得点とフラッグフットボールの試合結果および得点が加算されて最終スコアとなっている。
- 2022年シーズン
  - 木曜日にスキルズショーダウンの4種のミニゲームが行われ、各ミニゲームの勝者には3点が与えられる。
  - 日曜日には3つのフラッグフットボール試合が行われるとともに、その合間にはスキルズショーダウンの4種のミニゲームが行われる。各ミニゲームの勝者には3点が与えられる。フラッグフットボールの最初の2試合の勝者にはそれぞれ6点が与えられる。最後の試合はスコアがそのまま総得点に加えられる。
  - ペイトン・マニング、イーライ・マニングの兄弟がそれぞれAFC、NFCチームのヘッドコーチとなった。
- 2023年シーズン
  - 木曜日にスキルズショーダウンの5種のミニゲームが行われ、各ミニゲームの勝者には3点が与えられる。
  - 日曜日にはフラッグフットボールの1試合が4クォーターに別れて行われるとともに、その合間にはスキルズショーダウンの7種のミニゲームが行われる。各ミニゲームの勝者には3点が与えられる。フラッグフットボールの試合のスコアはそのまま総得点に加えられる。
  - 前年に引き続きマニング兄弟がヘッドコーチを務めた。
- 2024年シーズン
  - 木曜日にスキルズショーダウンの6種のミニゲームが行われ、合計21点を両カンファレンスが分け合う。
  - 日曜日にはスキルズショーダウンの4種のミニゲームが行われる。各ゲーム勝者には3点が与えられる。フラッグフットボールの1試合が4クォーターに別れて総得点に加えられる。
  - 前年に引き続きマニング兄弟がヘッドコーチを務めた。

## 歴代試合結果
| NFLオールスターゲーム             | NFLオールスターゲーム | NFLオールスターゲーム      | NFLオールスターゲーム | NFLオールスターゲーム      | NFLオールスターゲーム                          | NFLオールスターゲーム |
| シーズン                          | 開催日                | 勝利チーム                 | スコア                | 敗戦チーム                 | 開催地                                         |                       |
| --------------------------------- | --------------------- | -------------------------- | --------------------- | -------------------------- | ---------------------------------------------- | --------------------- |
| 1938                              | 1939年1月15日         | ニューヨーク・ジャイアンツ | 13 - 10               | プロ・オールスターズ       | ロサンゼルス                                   |                       |
| 1939                              | 1940年1月14日         | グリーンベイ・パッカーズ   | 16 - 07               | NFLオールスターズ          | ロサンゼルス                                   |                       |
| 1940                              | 1940年12月29日        | シカゴ・ベアーズ           | 28 - 14               | NFLオールスターズ          | ロサンゼルス                                   |                       |
| 1941                              | 1942年1月4日          | シカゴ・ベアーズ           | 35 - 24               | NFLオールスターズ          | ニューヨーク                                   |                       |
| 1942                              | 1942年12月27日        | NFLオールスターズ          | 17 - 14               | ワシントン・レッドスキンズ | フィラデルフィア                               |                       |
| NFLプロボウル                     |                       |                            |                       |                            |                                                |                       |
| シーズン                          | 開催日                | 勝利チーム                 | スコア                | 敗戦チーム                 | 開催地                                         |                       |
| 1950                              | 1951年1月14日         | アメリカン・カンファレンス | 28 - 27               | ナショナル・カンファレンス | ロサンゼルス                                   |                       |
| 1951                              | 1952年1月12日         | ナショナル・カンファレンス | 30 - 13               | アメリカン・カンファレンス | ロサンゼルス                                   |                       |
| 1952                              | 1953年1月10日         | ナショナル・カンファレンス | 27 - 07               | アメリカン・カンファレンス | ロサンゼルス                                   |                       |
| 1953                              | 1954年1月17日         | イースト                   | 20 - 09               | ウエスト                   | ロサンゼルス                                   |                       |
| 1954                              | 1955年1月16日         | ウエスト                   | 26 - 19               | イースト                   | ロサンゼルス                                   |                       |
| 1955                              | 1956年1月15日         | イースト                   | 31 - 30               | ウエスト                   | ロサンゼルス                                   |                       |
| 1956                              | 1957年1月13日         | ウエスト                   | 19 - 10               | イースト                   | ロサンゼルス                                   |                       |
| 1957                              | 1958年1月12日         | ウエスト                   | 26 - 07               | イースト                   | ロサンゼルス                                   |                       |
| 1958                              | 1959年1月11日         | イースト                   | 28 - 21               | ウエスト                   | ロサンゼルス                                   |                       |
| 1959                              | 1960年1月17日         | ウエスト                   | 38 - 21               | イースト                   | ロサンゼルス                                   |                       |
| 1960                              | 1961年1月15日         | ウエスト                   | 35 - 31               | イースト                   | ロサンゼルス                                   |                       |
| 1961                              | 1962年1月14日         | ウエスト                   | 31 - 30               | イースト                   | ロサンゼルス                                   |                       |
| 1962                              | 1963年1月13日         | イースト                   | 30 - 20               | ウエスト                   | ロサンゼルス                                   |                       |
| 1963                              | 1964年1月12日         | ウエスト                   | 31 - 17               | イースト                   | ロサンゼルス                                   |                       |
| 1964                              | 1965年1月10日         | ウエスト                   | 34 - 14               | イースト                   | ロサンゼルス                                   |                       |
| 1965                              | 1966年1月15日         | イースト                   | 36 - 07               | ウエスト                   | ロサンゼルス                                   |                       |
| 1966                              | 1967年1月22日         | イースト                   | 20 - 10               | ウエスト                   | ロサンゼルス                                   |                       |
| 1967                              | 1968年1月21日         | ウエスト                   | 38 - 20               | イースト                   | ロサンゼルス                                   |                       |
| 1968                              | 1969年1月19日         | ウエスト                   | 10 - 07               | イースト                   | ロサンゼルス                                   |                       |
| 1969                              | 1970年1月18日         | ウエスト                   | 16 - 13               | イースト                   | ロサンゼルス                                   |                       |
| シーズン                          | 開催日                | 勝利チーム                 | スコア                | 敗戦チーム                 | 開催地                                         |                       |
| 1970                              | 1971年1月24日         | NFC                        | 27 - 06               | AFC                        | ロサンゼルス                                   |                       |
| 1971                              | 1972年1月23日         | AFC                        | 26 - 13               | NFC                        | ロサンゼルス                                   |                       |
| 1972                              | 1973年1月21日         | AFC                        | 33 - 28               | NFC                        | アーヴィン                                     |                       |
| 1973                              | 1974年1月20日         | AFC                        | 15 - 13               | NFC                        | カンザスシティ                                 |                       |
| 1974                              | 1975年1月20日         | NFC                        | 17 - 10               | AFC                        | マイアミ                                       |                       |
| 1975                              | 1976年1月26日         | NFC                        | 23 - 20               | AFC                        | ニューオーリンズ                               |                       |
| 1976                              | 1977年1月17日         | AFC                        | 24 - 14               | NFC                        | シアトル                                       |                       |
| 1977                              | 1978年1月23日         | NFC                        | 14 - 13               | AFC                        | タンパ                                         |                       |
| 1978                              | 1979年1月29日         | NFC                        | 13 - 07               | AFC                        | ロサンゼルス                                   |                       |
| 1979                              | 1980年1月27日         | NFC                        | 37 - 27               | AFC                        | ハワイ                                         |                       |
| 1980                              | 1981年2月1日          | NFC                        | 21 - 07               | AFC                        | ハワイ                                         |                       |
| 1981                              | 1982年1月31日         | AFC                        | 16 - 13               | NFC                        | ハワイ                                         |                       |
| 1982                              | 1983年2月6日          | NFC                        | 20 - 19               | AFC                        | ハワイ                                         |                       |
| 1983                              | 1984年1月29日         | NFC                        | 45 - 03               | AFC                        | ハワイ                                         |                       |
| 1984                              | 1985年1月27日         | AFC                        | 22 - 14               | NFC                        | ハワイ                                         |                       |
| 1985                              | 1986年2月2日          | NFC                        | 28 - 24               | AFC                        | ハワイ                                         |                       |
| 1986                              | 1987年2月1日          | AFC                        | 10 - 06               | NFC                        | ハワイ                                         |                       |
| 1987                              | 1988年2月7日          | AFC                        | 15 - 06               | NFC                        | ハワイ                                         |                       |
| 1988                              | 1989年1月29日         | NFC                        | 34 - 03               | AFC                        | ハワイ                                         |                       |
| 1989                              | 1990年2月4日          | NFC                        | 27 - 21               | AFC                        | ハワイ                                         |                       |
| 1990                              | 1991年2月3日          | AFC                        | 23 - 21               | NFC                        | ハワイ                                         |                       |
| 1991                              | 1992年2月2日          | NFC                        | 21 - 15               | AFC                        | ハワイ                                         |                       |
| 1992                              | 1993年2月7日          | AFC                        | 23 - 20               | NFC                        | ハワイ                                         |                       |
| 1993                              | 1994年2月6日          | NFC                        | 17 - 03               | AFC                        | ハワイ                                         |                       |
| 1994                              | 1995年2月5日          | AFC                        | 41 - 13               | NFC                        | ハワイ                                         |                       |
| 1995                              | 1996年2月4日          | NFC                        | 20 - 13               | AFC                        | ハワイ                                         |                       |
| 1996                              | 1997年2月2日          | AFC                        | 26 - 23               | NFC                        | ハワイ                                         |                       |
| 1997                              | 1998年2月1日          | AFC                        | 29 - 24               | NFC                        | ハワイ                                         |                       |
| 1998                              | 1999年2月7日          | AFC                        | 23 - 10               | NFC                        | ハワイ                                         |                       |
| 1999                              | 2000年2月6日          | NFC                        | 51 - 31               | AFC                        | ハワイ                                         |                       |
| 2000                              | 2001年2月4日          | AFC                        | 38 - 17               | NFC                        | ハワイ                                         |                       |
| 2001                              | 2002年2月10日         | AFC                        | 38 - 30               | NFC                        | ハワイ                                         |                       |
| 2002                              | 2003年2月2日          | AFC                        | 45 - 20               | NFC                        | ハワイ                                         |                       |
| 2003                              | 2004年2月8日          | NFC                        | 55 - 52               | AFC                        | ハワイ                                         |                       |
| 2004                              | 2005年2月13日         | AFC                        | 38 - 27               | NFC                        | ハワイ                                         |                       |
| 2005                              | 2006年2月12日         | NFC                        | 23 - 17               | AFC                        | ハワイ                                         |                       |
| 2006                              | 2007年2月10日         | AFC                        | 31 - 28               | NFC                        | ハワイ                                         |                       |
| 2007                              | 2008年2月10日         | NFC                        | 42 - 30               | AFC                        | ハワイ                                         |                       |
| 2008                              | 2009年2月8日          | NFC                        | 30 - 21               | AFC                        | ハワイ                                         |                       |
| 2009                              | 2010年1月31日         | AFC                        | 41 - 34               | NFC                        | マイアミ                                       |                       |
| 2010                              | 2011年1月30日         | NFC                        | 55 - 41               | AFC                        | ハワイ                                         |                       |
| 2011                              | 2012年1月29日         | AFC                        | 59 - 41               | NFC                        | ハワイ                                         |                       |
| 2012                              | 2013年1月27日         | NFC                        | 62 - 35               | AFC                        | ハワイ                                         |                       |
| NFLプロボウル                     |                       |                            |                       |                            |                                                |                       |
| シーズン                          | 開催日                | 勝利チーム                 | スコア                | 敗戦チーム                 | 開催地                                         |                       |
| 2013                              | 2014年1月26日         | チーム・ライス             | 22 - 21               | チーム・サンダース         | ハワイ                                         |                       |
| 2014                              | 2015年1月25日         | チーム・アービン           | 32 - 28               | チーム・カーター           | グレンデール                                   |                       |
| 2015                              | 2016年1月31日         | チーム・アービン           | 49 - 27               | チーム・ライス             | ハワイ                                         |                       |
| AFC-NFCプロボウル                 |                       |                            |                       |                            |                                                |                       |
| シーズン                          | 開催日                | 勝利チーム                 | スコア                | 敗戦チーム                 | 開催地                                         |                       |
| 2016                              | 2017年1月29日         | AFC                        | 20 - 13               | NFC                        | オーランド                                     |                       |
| 2017                              | 2018年1月28日         | AFC                        | 24 - 23               | NFC                        | オーランド                                     |                       |
| 2018                              | 2019年1月27日         | AFC                        | 26 - 07               | NFC                        | オーランド                                     |                       |
| 2019                              | 2020年1月26日         | AFC                        | 38 - 33               | NFC                        | オーランド                                     |                       |
| 2020                              | 2021年1月31日         | NFC                        | 32 - 12               | AFC                        | マッデンNFL21を使ったeスポーツエキシビション戦 |                       |
| 2021                              | 2022年2月6日          | AFC                        | 41 - 35               | NFC                        | ラスベガス                                     |                       |
| プロボウルゲームズ                |                       |                            |                       |                            |                                                |                       |
| 2022                              | 2023年2月5日          | NFC                        | 35 - 33               | AFC                        | ラスベガス                                     |                       |
| 2023                              | 2024年2月4日          | NFC                        | 64 - 59               | AFC                        | オーランド                                     |                       |
| 2024                              | 2025年2月2日          | NFC                        | 76 - 63               | AFC                        | オーランド                                     |                       |
| 通算対戦成績 : NFC 26勝、AFC 26勝 |                       |                            |                       |                            |                                                |                       |

## プロボウルの特別ルール
2022年シーズンにフラッグフットボールの試合で置き換えられるまでは、以下のような特別ルールの下でアメリカンフットボールの試合が行われた。
プロボウルは、練習期間が短いことから複雑さを排除し、シーズンを終えた選手の安全性に配慮した通常の試合とは異なるルールを導入している。その一方、間延びした内容にならないようなルールも導入している。
 
これらの特別ルールに反した場合、15ヤード罰則のパーソナル・ファールとして扱われる。
オフェンス
- モーション、シフトは禁止
- RB、TEは常に配置
- WRは、片側に3人まで
- インテンショナル・グラウンディングは反則としない
- 複数回のフォワード・パスが許される

ディフェンス
- ボールキャリアが囲まれた場合、タッチ・フットボールのように接触しただけで、タックルして倒さずともレフェリーはボール・デッドと認めてプレーを止める
- 常に4-3 体形
- カバー2ディフェンスは反則ではない
- スクリメージ・ラインから5ヤード以内のプレスは禁止
- ブリッツは禁止

スペシャルチーム
- パント、フィールドゴール、ポイント・アフター・タッチダウンでのラッシュを禁止
- パントはすべてフェアキャッチとなり、パントリターンが禁止

チーム
- ディビジョナル・プレーオフで敗退したチームのうち、レギュラーシーズンの成績の良かった２チームのコーチ陣が指揮する
- １チーム43人
- スーパーボウル出場選手は出場免除し、代替選手が出場
- チーム・チャレンジはできない

クォーターの開始と終了
- クォーターごとに攻撃シリーズを打ち切る
- 第1Qと第3Qの最初の攻撃権は、コイントスの結果で決める
- 第2Q最初の攻撃権は、第1Q最初のシリーズで守備だったチームにある
- 第4Q最初の攻撃権は、第3Q最初のシリーズで守備だったチームにある
- すべてのクォーターでツー・ミニッツ・ウォーニングを導入

ゲーム運営
- もっとも怪我の多い危険なプレーとされるキックオフの廃止、毎クォーターの開始の攻撃、失点後の攻撃は、自陣25ヤードから開始
- プレークロック、通常40秒で行うところを35秒
- 第4Qの残り2分以内を除いて、サックされたときゲームクロックを止めない
- 全クォーターの残り2分以内では、攻撃が前進できなかったとき、ゲームクロックを止める
- 「第2Qの残り2分以内、または第4Qの残り5分以内」以外では、パス失敗後のゲームクロックをレフリーのシグナルで開始

延長
- 第4Q終了時点で同点の場合、決着がつくまでオーバータイムを繰り返す
- オーバータイム2クォーターごとにチーム・タイムアウトを3つにするなど、ポストシーズンと同様のルールで運営
- オーバータイム中は、プロボウルの特別ルールも同様に適用
  - レギュレーションに各クォーターに存在した特別ルールは、オーバータイムの対応するクォーターにも適用。例えば第2Qに存在するルールは、2回目のオーバータイムのクォーターにも適用

### 新ルール試行

#### 2019-2020シーズン
2019シーズンおよび2020シーズンのプロボウルでは、危険なキックオフを排除しながらも、負けているチームが連続して攻撃権を得るためのオンサイドキックのメリットを保持するために、将来公式戦にも適用する可能性のある以下のルール変更を試行した。
- 得点したチームには次の2つの選択肢が与えられる。
  - 相手チームに敵陣25ヤードから攻撃を開始させる。
  - 自陣25ヤード地点から、4thダウン15ヤードで攻撃を再開する。15ヤード以上進めば1stダウン更新となり、そうでなければ相手チームに攻撃権が渡る。

#### 2021シーズン
2021シーズンのプロボウルでは、危険なキックオフが完全に廃止された。前半のプレー開始時には、コイントスで勝ったチームが任意の位置にボールを置いて攻撃の向きを決め、相手チームが攻撃か防御を選ぶことができる。後半のプレー開始時にはコイントスで負けたチームがボールを任意の位置に置いて攻撃の向きを決め、相手チームが攻撃か防御を選ぶ。
さらに、2019シーズン、2020シーズンと同様にタッチダウンかフィールドゴールで得点したチームがボール位置と攻撃権の二つの選択肢を与えられる。

### ユニフォーム
NFCチームは青、AFCチームは赤をカンファレンス色とする。いずれかのカンファレンスがホームチームとなる。ホームチームはカンファレンス色のユニフォームを着用し、ビジターチームは白を基調とし、カンファレンス色のアクセントを入れたユニフォームとなる。ヘルメットは各選手がそれぞれの所属チームのものをかぶる。

## エピソード

### 特定の選手への敬意
2008年 （2007-2008シーズン）
ワシントン・レッドスキンズから選出されたクリス・サミュエルズ、クリス・クーリー、イーサン・オルブライトの3人が、前年に殺害されたショーン・テイラーの21番を着けて出場した。
2013年 （2012-2013シーズン）
そのシーズン限りでの現役引退を表明していたオールNFCのジェフ・サタデー（当時、グリーンベイ・パッカーズ）が、1プレーだけオールAFCのセンターとして参加し、インディアナポリス・コルツで長年チームメートだったペイトン・マニング（当時、デンバー・ブロンコス）にボールをスナップする特別な役目を果たした。

### 親子での出場
2011年までに5組の親子がプロボウルに選ばれている。
- ギル・バード、ジャイラズ・バード
- クレイ・マシューズ・ジュニア、クレイ・マシューズ3世
- アーチー・マニング、ペイトン・マニング、イーライ・マニング
- ジャッキー・スレイター、マシュー・スレイター
- ケレン・ウィンズロー、ケレン・ウィンズロー2世